# 뉴욕 코로나19 바이러스 사태
뉴욕 코로나19 바이러스 사태는 2020년 3월부터 진행중인 뉴욕의 코로나19 범유행을 뜻한다.

## 발생
2020년 3월 당시 이미 코로나 사태가 심각하게 진행 중이던 이란에서 최근 뉴욕으로 여행을 온 한 여성이 코로나19에 감염되었다는 것이 밝혀졌다. 그로부터 대략 한 달 후, 대도시 뉴욕은 미국 내 최악의 감염 상황을 보이는 지역으로 전락했다. 뉴욕은 4월까지 중국이나 영국, 이란보다 높은 코로나바이러스 확진자 수를 찍었고, 5월에는 미국을 제외한 다른 모든 국가보다 많은 확진자 수를 보였다.

## 진행
3월 20일 정부는 불필요한 사업 폐쇄 명령을 공식 선포했다. 뉴욕의 대중교통 시스템은 그대로 유지되긴 했으나, 줄어든 운행 서비스와 지하철 내 묵을 곳을 찾아다니는 걸인의 증가로 어느 때보다 붐비는 상황이 연출되었다.
4월까지 수십만 뉴욕 시민들은 수십억으로 예상되는 세수입 손실로 인해 일자리를 잃었다. 특히 소매점과 운송, 식당 분야의 저소득 일자리가 큰 타격을 받았다. 소득과 판매세, 호텔 세수입을 포함하는 관광 수입의 급락은 시(市)에 최대 $100억 달러의 손실을 줄 것으로 예상된다.
현재까지 지속되는 코로나 사태는 사망자 수로 볼 때 뉴욕시(市) 역사상 최악의 재난 사태이다.  2020년 12월부로 뉴욕 의료 제도는 고위험 환자 및 의사, 간호사와 같은 최전방에서 활약하는 이들에게 코로나바이러스 백신 접종을 시작했다. 뉴욕시에서는 해당 단계를 1a로 여긴다. 그리고 2021년 1월 11일, 65세 이상 노인과 식료품 종사자와 더불어 선생님, 긴급 구조원, 대중교통 종사자 및 교도관을 포함하기 위해 1b 단계를 적용했다. 2021년 2월에는 식당 종사자(배달 포함)와 택시 운전사를 포함할 수 있도록 1b 단계의 백신 적용 가능 범위를 확대했다. 뉴욕시는 2021년 여름까지 모든 뉴욕 시민에게 백신을 투여하는 것을 목표로 하고 있다.

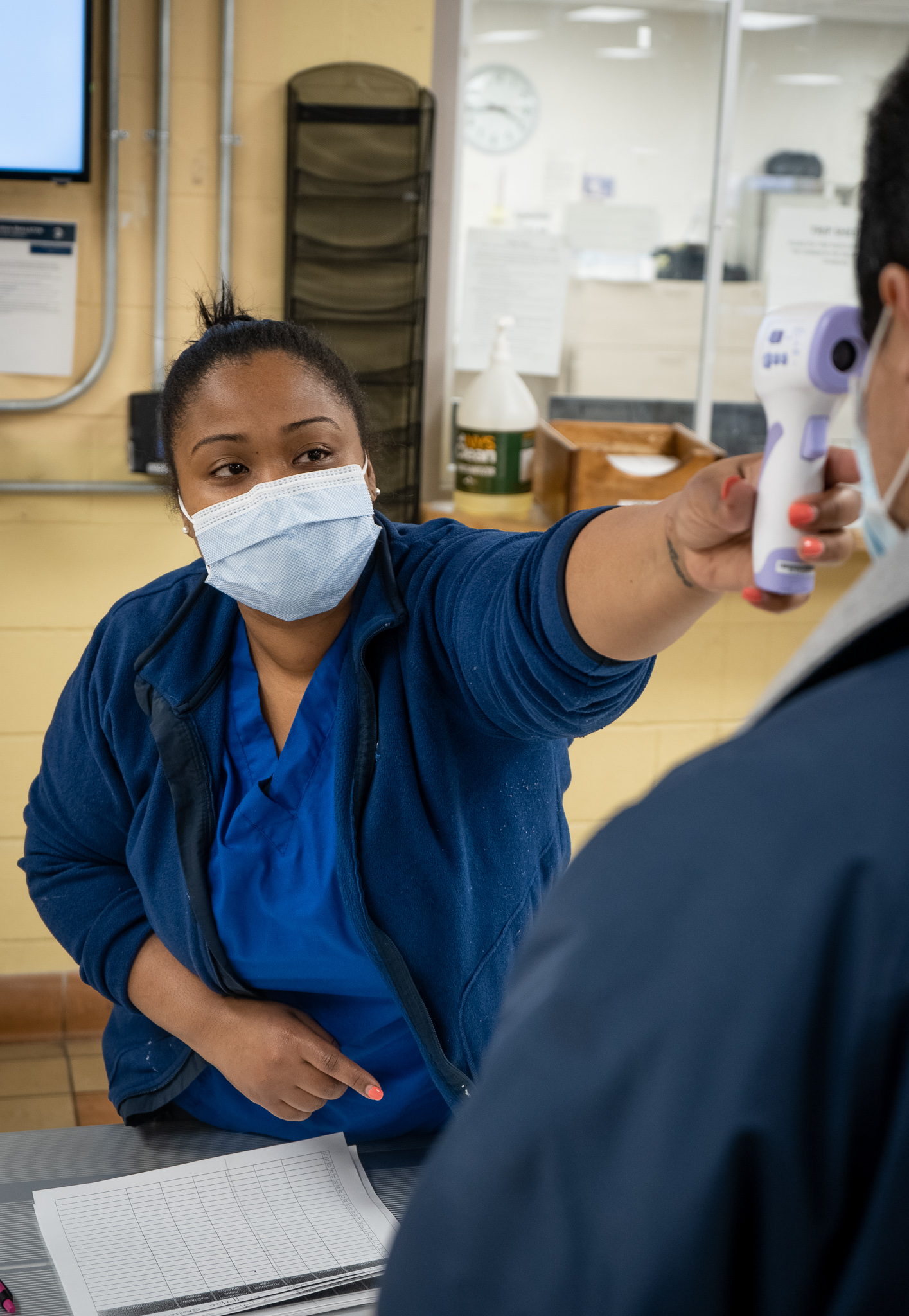
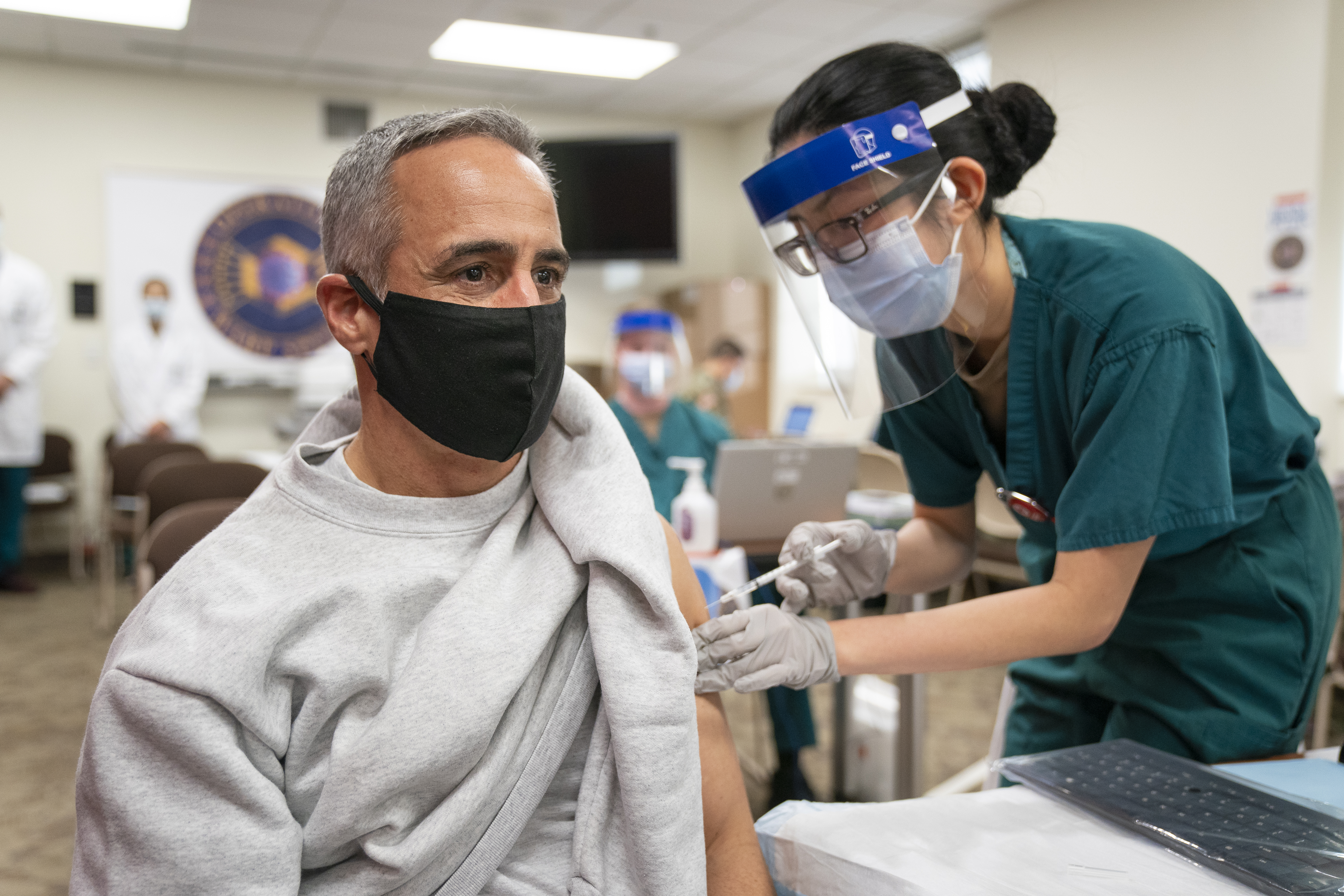
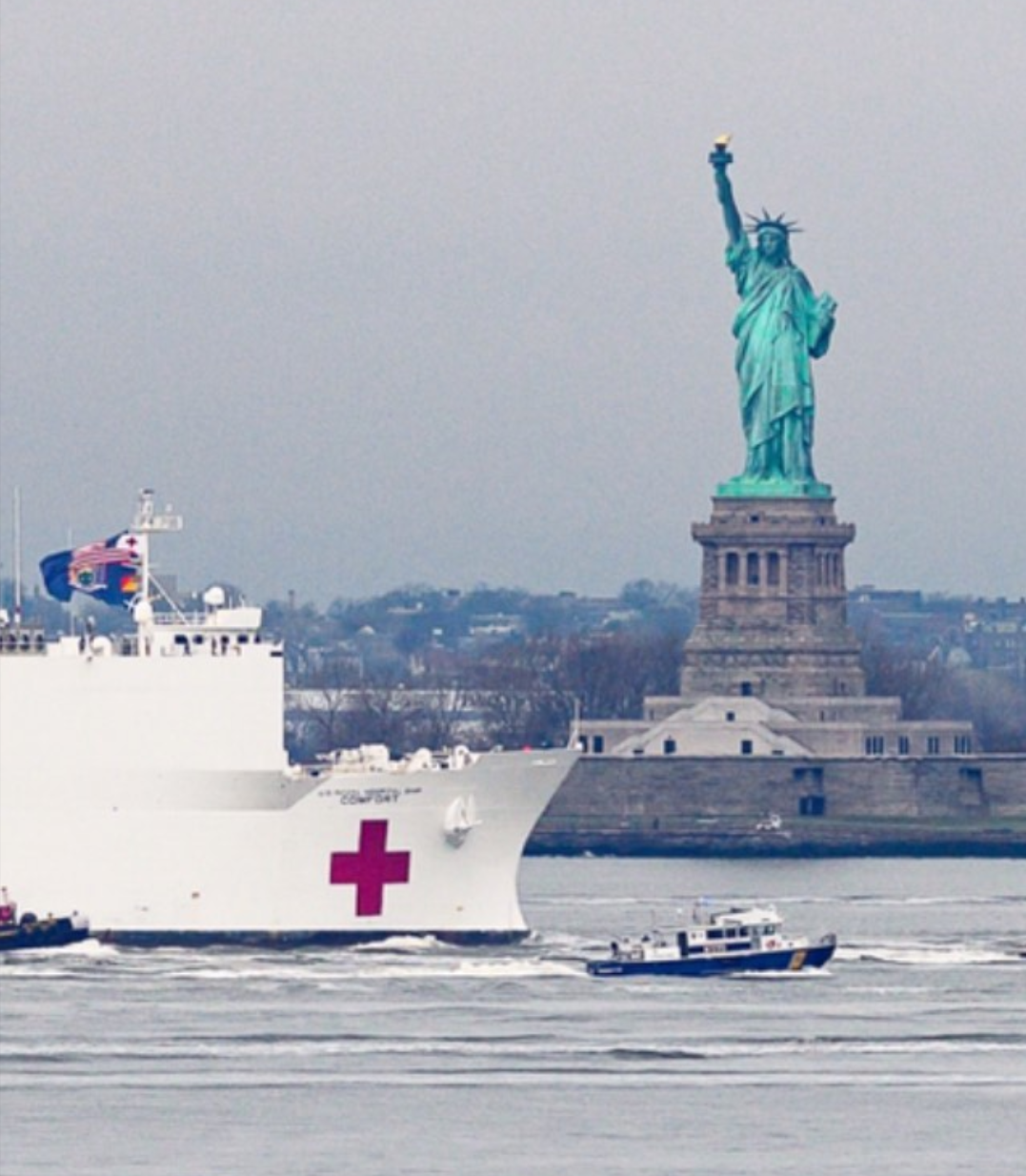
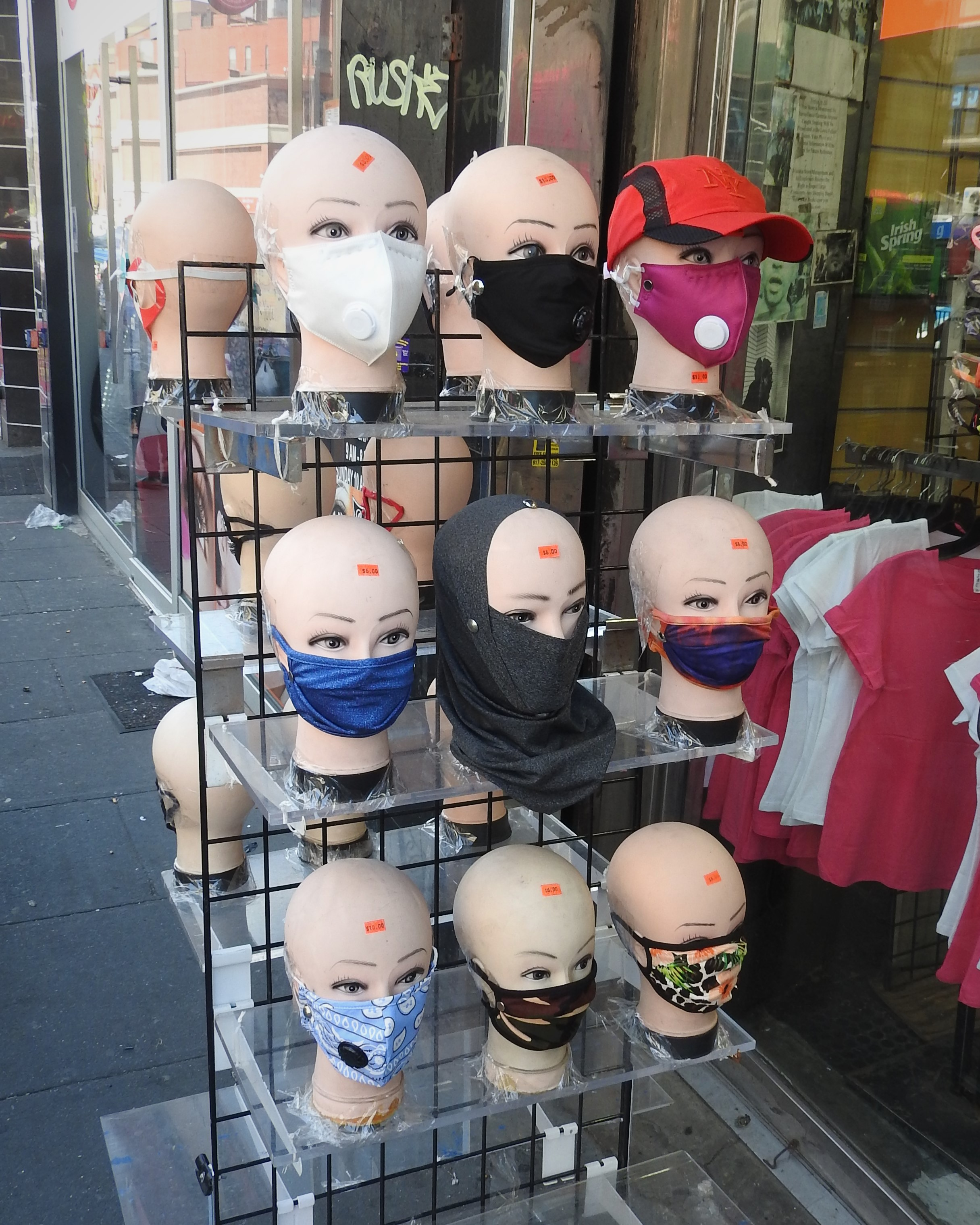
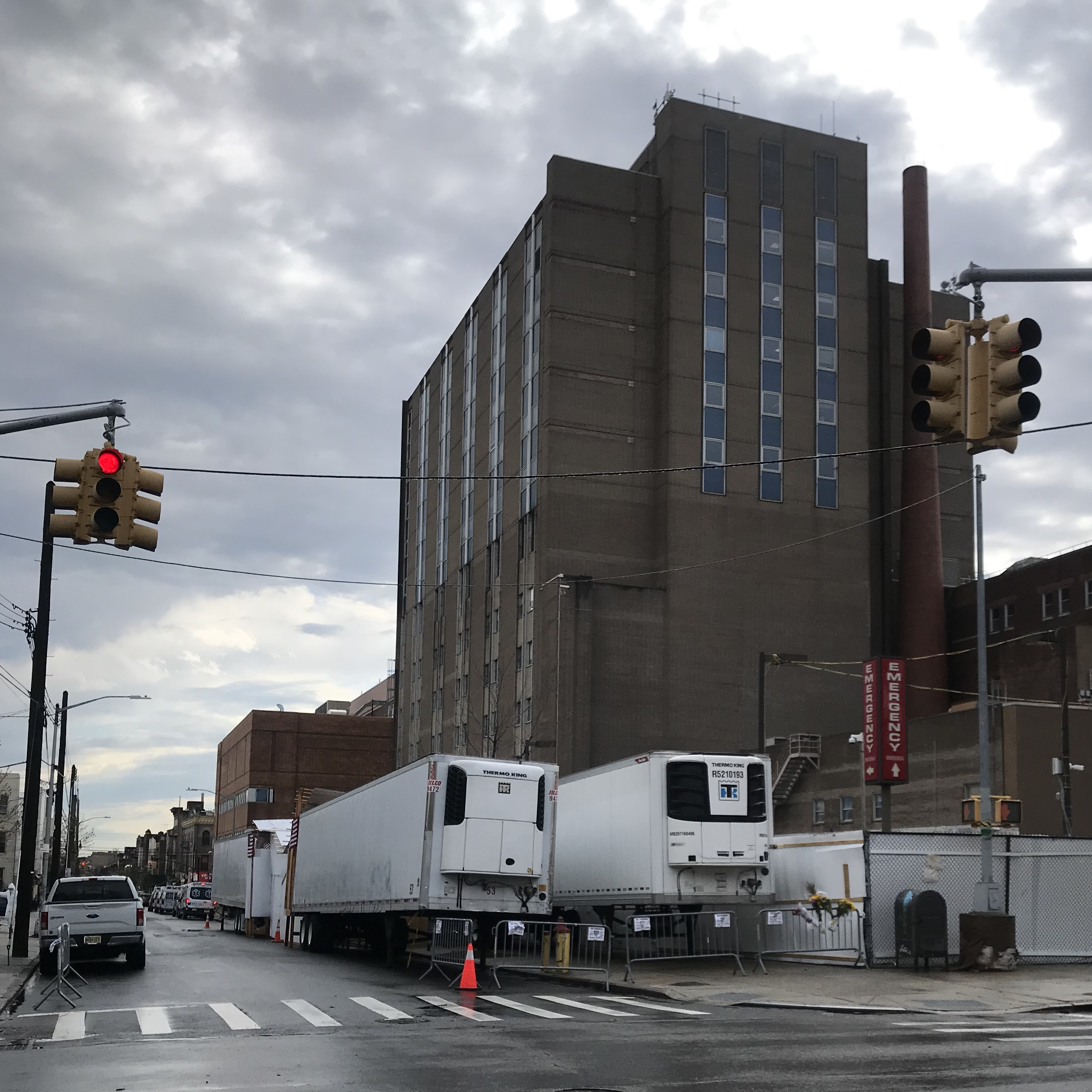